# 진잠도서관
진잠도서관은 대전광역시 유성구 소재의 도서관이다.

## 연혁
- 2008년 9월 진잠도서관 착공
- 2010년 2월 24일 진잠도서관 준공
- 2010년 3월 17일 진잠도서관 개관

## 시설현황
- 지상2층: 종합자료실 / 열람실 / 북나눔터 / 생각나눔터
- 지상1층: 어린이자료실 / 디지털자료실 / 사무실
- 지하1층: 기계실 / 동아리나눔터I II / 시청각실 / 보존서고

## 이용 안내
기본
- 열람실: 동절기 화 ~ 일 06:00~6:00 / 하절기 화 ~ 일 06:00~6:00
- 종합자료실: 화 ~ 금 06:00~6:00 / 토 ~ 일 06:00~6:00
- 어린이실, 디지털자료실 및 지역정보접근센터: 화 ~ 일 06:00~6:00

### 휴관일
- 정기휴관일 : 매주 월요일
- 법정휴관일 : 국경일, 정부에서 정한 공휴일
- 임시휴관일 : 도서관 사정으로 휴관하는 날